# Дмітроце
Дмітроце (пол. Dmitroce) — частина села Лосінець у Польщі, розташоване в Люблінському воєводстві Томашівського повіту, ґміни Сусець.

## Історія
Первісним населенням були русини-лемки, які компактно проживали на своїх історичних землях.